# ヤルカンドノウサギ
ヤルカンドノウサギ (学名: Lepus yarkandensis)はノウサギの一種。タリム盆地北西部とロプノールの低地に分布し、主にヤルカンド川流域に棲む。新疆ウイグル自治区の固有種である。

## 形態
ヤルカンドノウサギは小型のノウサギで、体長は28.5〜43センチメートル、体重は1.1〜1.9キログラムになる。 頭部、胴体、尾の上面は一様に灰褐色で、夏はピンクが混じる。体側は黄土色で腹は白い。他のノウサギ類とは違い、 尾に黒い毛が混じることはない。長い耳にも黒い点はみられない。ケープノウサギ(Lepus capensis)との類似点が多い。

## 分布
ヤルカンドノウサギの分布域は中国新疆地区のタリム盆地に限られる。 タクラマカン砂漠の周りに生息し、山から流れてくる川の水分とその周りの植生に依存している。
ポプラの森やギョリュウのしげみ、川沿いの雑木林を好んですみかとする。 農業用地は避ける。

## 生態
ヤルカンドノウサギは基本的に夜行性で、早朝と日没後に最も活発になるが、日中に観察されることもある。草やハーブを主食とするが、農作物を食べることもあり地域のウリ農場が被害を受けている。雑木林の下生えの中に浅い巣を作る。水場では複数の個体を同時に観察することもある。
生殖に関してはあまり情報がない。発情期は二月からおそらく九月まで続く。一年に二三回出産し、一度に二羽から五羽の仔を産む。

## 分類
ヤルカンドノウサギはノウサギ属(Lepus)に属する独立種と分類されている。亜種は設定されていない。

## 種への脅威と保存状況
ヤルカンドノウサギは主に毛皮と肉のために狩猟されており、1958年から1981年の間には一年におよそ10,000羽 が射殺され毛皮にされている。この地域ではノウサギは珍しくないが、徐々に進む農地開発を主因とする生息地の減少によって近年の個体数はおよそ30%減少したとされている。 生息地の分断により、個体群間の遺伝子流動はほとんどなくなってしまっている。
この種はまだ分布域が比較的広いため、IUCNにより「準絶滅危惧」に指定されている。 しかし、生息地の推移に関する確かな情報は得られていない。

### 中華人民共和国による保護動物指定
- 中国国家重点保護動物（中国語版）等級：二級
- 中国瀕危動物紅皮書等級：漸危

## 関連文献
- Joseph A. Chapman; John E.C. Flux (1990年). “Rabbits, Hares and Pikas. Status Survey and Conservation Action Plan.” (PDF).  International Union for Conservation of Nature and Natural Resources (IUCN), Gland. 2015年9月8日閲覧。

## 関連リンク
- A.T. Smith,C.H. Johnston (2008年). “レッドリスト2011年版 Lepus yarkandensis”.   IUCN. 2012年1月25日閲覧。